# Roy Jones Jr.
Roy Levesta Jones Jr. (Pensacola, 16 gennaio 1969) è un pugile, rapper, commentatore televisivo e attore statunitense naturalizzato russo.
Soprannominato Junior, Captain Hook, RJJ o RJJR, ha vinto come pugile professionista titoli mondiali in quattro categorie di peso. Ha vinto la medaglia d'argento alle Olimpiadi di Seul nel 1988.
Annoverato tra i migliori pugili di sempre, Jones è l'unico nella storia della disciplina ad aver iniziato la carriera nei pesi medioleggeri e ad aver vinto un titolo mondiale dei pesi massimi. La rivista Ring Magazine lo ha nominato pugile dell'anno nel 1994. È inoltre considerato il pugile più forte degli anni novanta dalla Boxing Writers Association statunitense, ed ha conquistato il titolo IBF in più categorie di peso: medi, supermedi e mediomassimi. Jones è ricordato soprattutto per aver vinto il titolo WBA dei massimi, divenendo il primo boxeur in 106 anni ad aver ottenuto una corona mondiale sia nei medi che nei massimi. Ha inoltre posseduto sette titoli mondiali contemporaneamente: WBC, WBA, IBF, IBO, NABF, WBF e IBA, sempre nei mediomassimi.
È rimasto all'apice della classica Pound for Pound di Ring Magazine in svariate occasioni tra gli anni novanta e i primi del duemila. Oltre a combattere sul ring è attivo sia nel mondo della musica che del cinema. Tra i suoi brani hip-hop più popolari vi sono I Smoke, I Drank, prodotti in collaborazione con la sua band Body Head Bangerz e gli YoungBloodZ, e Can't Be Touched in collaborazione sempre con i Body Head Bangerz.
Dal 2015 ha la cittadinanza russa, richiesta per motivi di lavoro a seguito delle sue frequenti visite nel paese.

## Biografia

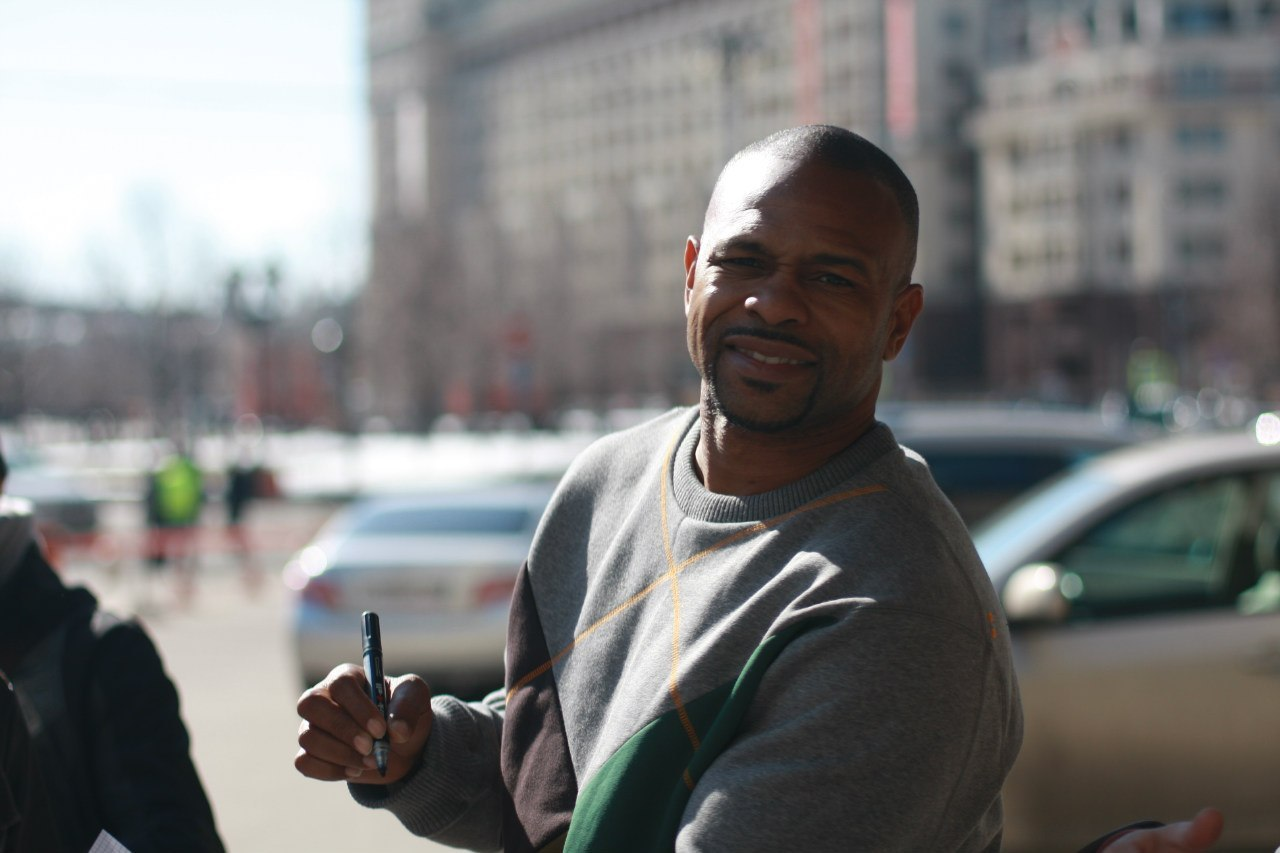
Roy Jones nel 2012

È laureato in legge alla University Of West Florida.
Il 19 agosto 2015 incontrò il presidente russo Vladimir Putin a Sebastopoli, Crimea, per richiedere la cittadinanza russa. Lo statunitense affermò che essere in possesso del passaporto russo lo avrebbe agevolato in ambito lavorativo per via delle sue frequenti visite nel paese, oltre ad evitargli inconvenienti. Ottenne la cittadinanza russa il 12 settembre.

## Carriera

### I primi anni da dilettante e la discussa finale di Seul 1988
Come pugile dilettante vinse le Olimpiadi Jr. Nazionali nel 1984, il National Golden Gloves statunitense nel 1986 e nel 1987. Venne tuttavia sconfitto dal rivale Gerald McClellan, che sarebbe successivamente diventato negli anni novanta campione mondiale WBO e WBC dei pesi medi.
Malgrado le aspettative non fu mai organizzato un incontro professionistico tra Jones ed il rivale McClellan, soprattutto a causa dei danni neurologici permanenti subiti da quest'ultimo dopo un incontro con il campione mondiale dei supermedi Nigel Benn a Londra nel 1995.
Jones terminò la sua carriera da dilettante con un record di 121 vittorie contro 13 sconfitte. Più tardi rappresentò gli Stati Uniti alle Olimpiadi di Seoul nel 1988, dove raggiunse la finale dopo aver dominato tutti i suoi avversari, senza perdere neanche un round. Lo statunitense ottenne la medaglia d'argento.
Il punteggio nella finale fu oggetto di polemiche: pur avendo perso per 3-2 a detta dei giudici, secondo molti esperti Jones avrebbe dovuto meritare la vittoria. L'avversario era il sudcoreano Park Si-Hun, che sembrava aver perso in tutte e tre le riprese: Jones infatti è riuscito a colpire l'avversario con 86 pugni, contro i 32 del rivale. Al termine del match, Park si sarebbe scusato con l'avversario poiché sorpreso dalla decisione dei giudici.
Successivamente uno dei giudici ammise che la decisione finale di attribuire la vittoria a Park fu un errore. Conseguentemente fu sospeso, assieme agli altri due giudici che avevano votato per la vittoria di Park.
Un'investigazione ufficiale del Comitato Olimpico Internazionale del 1997 rivelò che tutti e tre i giudici che avevano votato contro lo statunitense (uno uruguaiano, uno marocchino e uno ugandese) erano stati invitati a cena dagli ufficiali coreani.
Jones venne premiato con il trofeo Val Barker come miglior pugile dei giochi del 1988, terza e ultima volta in cui un riconoscimento del genere non fu consegnato ad un vincitore di una medaglia d'oro.
L'incidente, simile a molti altri avvenuti (ad esempio quello di Michael Carbajal nella medesima competizione), contribuì in gran parte all'istituzione di un nuovo sistema di valutazione per la boxe olimpica.
Durante la telecronaca di quell'incontro per la rete Telecapodistria, il celebre telecronista italiano Rino Tommasi, che aveva pronosticano una vittoria di Jones per sei punti, alla pronuncia del verdetto, gridò in diretta: "Non è possibile, non è possibile, si è superato ogni limite, si è superato ogni limite, è uno scandalo, è una vergogna, la Corea si copre di ridicolo, si coprono di ridicolo i giudici [...]. È il più grosso scandalo al quale io abbia mai assistito; ed è veramente ammirevole il modo in cui Roy Jones accetta, sfogando solo in un pianto, la rapina che è stata perpetrata ai suoi danni [...]. Abbiamo assistito alla più grossa rapina mai perpetrata su un ring di pugilato".
Anche a molti anni di distanza, Jones non smise di chiedere una riapertura delle investigazioni nella speranza che la decisione finale potesse essere rivalutata.

### Carriera da professionista
Quando Jones decise di diventare un pugile professionista, egli aveva già collaborato con diversi atleti di tutto rispetto, come il campione NABF Ronnie Essett, il campione mondiale IBF Lindell Holmes ed il leggendario Sugar Ray Leonard, 10 volte campione del mondo.
Jones debuttò come pugile professionista il 6 maggio 1989 a Pensacola, sua città natale, contro Ricky Randall, sconfiggendolo per KO tecnico alla 2ª ripresa. Nell'incontro successivo il nativo di Pensacola affrontò il ben più esperto Stephan Johnson ad Atlantic City, vincendo per KO all'8º round.
Il giovane Jones continuò la sua striscia di vittorie, raggiungendo un record di 15-0 (15 KO) prima di avanzare di categoria. Nella divisione seguente affrontò come primo avversario il campione del mondo dei welter Jorge Vaca. L'incontro, in Pay-per-view, si svolse il 10 gennaio 1992. Jones riuscì ad imporsi per KO al 1º round, ponendo fine al match e aggiungendo così 1 altro KO (il 16 consecutivo) al suo record. Nei mesi successivi, dopo un'ulteriore vittoria per KO, Jones superò anche il futuro campione mondiale Jorge Castro.

#### Jones contro Hopkins
Jones ebbe la possibilità di conquistare il suo primo titolo mondiale il 22 maggio 1993: nell'occasione si confrontò con il futuro campione indiscusso dei medi Bernard Hopkins. L'incontro, svoltosi a Washington, vide Jones trionfare 116-112 secondo tutti e tre i cartellini dei giudici. Con questa vittoria Roy Jones Jr. divenne così il nuovo campione IBF dei pesi medi.
L'incontro successivo vide Jones opposto a Thulani Malinga, che in futuro sarebbe diventato campione del mondo, in un incontro senza titoli in palio. Malinga si dovette piegare dinnanzi alla potenza del giovane avversario e perse il match per KO alla 6ª ripresa. Jones finì l'anno con un altro match non titolato, questa volta sconfiggendo Fermin Chirino ai punti. Nel 1994 affrontò Danny "Popeye" Garcia in un match senza titoli in palio, vincendo la gara per KO al 6º round. Più tardi difese con successo il suo titolo contro Thomas Tate, vincendo tramite KO tecnico alla 2ª ripresa.

#### Jones contro Toney
All'epoca del match con James Toney, Jones era considerato re delle classifiche Pound-for-Pound (ossia il miglior pugile a prescindere dalla categoria di peso di appartenenza). Il 18 novembre 1994 i due si sfidarono in un match molto atteso a Las Vegas. Toney, come dimostrato successivamente dal rapporto della Nevada State Athletic Commission e rilasciato dall'allora presidente Marc Retner, fu costretto a perdere 25 libbre (circa 10 kg) nei tre giorni precedenti alle operazioni di peso e si presentò sul ring vistosamente debilitato. Jones lo sconfisse molto nettamente per decisione unanime, dominando l'incontro e conquistando così la corona IBF dei supermedi. L'anno seguente Jones difese con successo il suo titolo 3 volte, sconfiggendo Antoine Byrd (1ª ripresa per KO tecnico), l'ex campione dei medi jr. Vinny Pazienza (6ª ripresa per KO tecnico) e Tony Thornton (3ª ripresa per KO tecnico).

#### La nuova stella dei pesi medi
L'annata del 1996 fu anch'essa, per Jones, ricca di successi: ulteriori vittorie e tre incontri consecutivi terminati prima del limite. Grazie alle sue prestazioni inanellate nel corso degli anni, Jones consolidò il suo status di nuova stella dei pesi medi. La prima vittoria dell'anno fu ai danni di Merqui Sosa, sconfitto alla 2ª ripresa per KO. Successivamente fu il turno del canadese Eric Lucas, costretto a gettare la spugna alla fine dell'11º round. Il 3º atleta a cedere sotto i colpi del pugile di Pensacola fu invece Bryant Brannon. Il match, svoltosi a New York, terminò con il KO tecnico di Brannon alla 2ª ripresa.
Roy, inoltre, in quel periodo non faceva solo il pugile, ma anche il cestista. Giocava in vari eventi e prima dell'incontro con Eric Lucas aveva persino partecipato ad una partita di pallacanestro con i Jacksonville Barracudas; è stato il primo atleta a fare una cosa simile.
L'ultimo pugile sconfitto da Roy Jones nel 1996 fu il giamaicano Mike McCallum, divenuto poi membro della International Boxing Hall of Fame. McCallum fu sconfitto ai punti in una gara tutto sommato equilibrata. Con questa vittoria Jones si fregiò del titolo WBC dei massimileggeri, allora vacante.

#### Jones contro Montell Griffin I e II
Per la sorpresa generale, il 21 marzo 1997 Jones subì la sua prima sconfitta da professionista, sebbene per squalifica, contro Montell Griffin. Jones era avanti in tutti e tre i cartellini dei giudici, quando, alle prime battute della 9ª ripresa, atterrò l'avversario. Mentre quest'ultimo era al tappeto, Jones lo colpì altre due volte, subendo così la squalifica e perdendo il suo titolo.
Il pugile di Pensacola chiese immediatamente una rivincita, che si svolse il 7 agosto del medesimo anno. L'allenamento di Roy per questa seconda sfida fu molto duro e intenso. Nel loro 2º match Jones diede prova delle sue qualità facendo vacillare l'avversario nei primi secondi del 1º round e atterrandolo pochi minuti dopo con un letale sinistro. Ice Griffin, stordito, cercò di rialzarsi ma cadette nuovamente nel tentativo di rimettersi in posizione eretta. L'incontro terminò così per KO tecnico, e con la vittoria Junior riconquistò la sua cintura persa contro Griffin, dimostrando che era lui, effettivamente il più forte tra i due.
Il 1998 iniziò con una vittoria per Jones. Nell'occasione sconfisse nella città di Biloxi, Mississippi, il giovane Virgil Hill, che da lì in avanti sarebbe diventato campione dei pesi cruiser. L'incontro, senza alcun titolo in palio, terminò al 4º round dopo che un micidiale gancio di Jones al corpo ruppe una delle costole dell'avversario. A questo evento seguì il trionfo sul campione WBA dei massimileggeri Lou Del Valle, tramite decisione unanime. Il match, datato 18 luglio 1997, diede la possibilità al pugile statunitense di unificare le corone WBC e WBA. All'8ª ripresa, per la prima volta in carriera, Jones subì il suo primo atterramento, ma è riuscì a rialzarsi e a punire Del Valle nelle battute successive, vincendo ai punti dopo il termine della gara. In seguito difese il suo titolo contro il giamaicano Otis Grant, sconfiggendolo per KO tecnico al 10º round.
Il 9 gennaio 1999, a Pensacola, vinse contro il pugile-poliziotto di New York Rick Frazier per KO tecnico alla 2ª ripresa. Dopo questo evento, molti detrattori di Jones iniziarono a criticarlo per queste vittorie facili, in quanto i pugili affrontati negli ultimi anni erano poco quotati e quasi nessuno di questi era riuscito a metterlo in seria difficoltà. Tuttavia anche gli incontri successivi sembravano riproporre il copione dei match precedenti: avversari poco noti al pubblico e incontri di scarso pregio. Jones fu anche criticato per non aver sfidato l'imbattuto Dariusz Michalczewski, un campione polacco che secondo molti sarebbe riuscito a tenergli testa e a cui vennero strappate di mano le cinture WBA e IBF, ma non sul ring.
Successivamente, il 5 giugno del medesimo anno, Jones ebbe la meglio sul campione IBF Reggie Johnson, ai punti dopo 12 round. Alle corone WBC e WBA già in suo possesso si era aggiunta così anche quella IBF.
Il nuovo millennio iniziò per Jones il 15 gennaio 2000 con un successo contro David Telesco ai punti dopo 12 riprese, al Radio City Music Hall; si riconfermò così campione dei massimileggeri. Jones si era anche fratturato il polso poche settimane prima della gara. Entrò sul ring circondato da una schiera di famosi ballerini, i Rockettes. Il suo incontro successivo si svolse ad Indianapolis ed era la prima volta che un evento del genere si svolgeva lì. Conservò il suo titolo battendo Richard Hall al Conseco Fieldhouse per KO tecnico all'11ª ripresa.
Un controllo antidroga prima dell'incontro scoprì però la presenza di androstenedione nel sangue di entrambi gli atleti; la sostanza era bannata dalla IBF. L'androstenedione era uno steroide naturale disponibile come supplemento fino al 2004, quando il DEA decretò che la vendita della sostanza era illegale. Più tardi Jones ammise di aver fatto uso della sostanza, venduta alla GNC e presso altri negozi. Fortunatamente per lui, Jones non subì alcun tipo di sanzione e non fu sospeso né denunciato dalla IBF. Il commissario della Indiana Boxing Jacob Hall affermò in seguito che nello stato dell'Indiana non era presente una legge riguardo a test antidroga positivi, e, con un accordo, Jones venne costretto a sottoporsi a 2 test antidroga successivi, presso la commissione dell'Indiana. Entrambi i test diedero un esito negativo. Jones non è mai più risultato positivo.
Jones terminò il 2000 con una vittoria sull'imbattuto connazionale Eric Harding per KO tecnico all'11º round a New Orleans. Harding abbandonò la contesa dopo aver accusato un forte dolore al bicipite del braccio sinistro per un pugno subito alla 2ª ripresa e, su consiglio del suo allenatore, aveva deciso di non proseguire l'incontro. Jones, pur essendo nettamente in vantaggio ai punti (98-93, 97-93, 96-94), non brillò particolarmente in questa gara, tanto che il pubblico, al 9º round, aveva persino incitato Harding a combattere.
Nel 2001 Jones entrò nel mondo della musica pubblicando il suo album di debutto Round One: The Album, un CD di musica hip hop e rap. Lo stesso anno difese la sua cintura contro Derrick Harmon per KO alla 10ª ripresa e contro il futuro campione Julio César González per decisione unanime.
Nel 2002 Jones conservò il suo titolo sconfiggendo Glen Kelly per KO alla 12ª ripresa. Il 7 settembre 2002 si riconfermò contro il futuro campione Clinton Woods, per KO tecnico.

#### Il titolo dei pesi massimi
Il 1º marzo 2003, a Las Vegas, Roy Jones sconfisse John Ruiz ai punti dopo 12 riprese, strappandogli la corona WBA dei pesi massimi. Dopo la sconfitta Ruiz incolpò l'arbitro, reo di non averlo lasciato combattere alla sua maniera. Alla vigilia Jones registrò un peso di 193 libbre, contro le 226 dell'avversario: una grande differenza che però Ruiz non riuscì a sfruttare sul ring. Con questa vittoria Jones centrò un record storico, divenendo il primo ex peso medio in grado conquistare una corona dei massimi in 106 anni di storia della boxe. Jones divenne inoltre il primo pugile ad iniziare la carriera come peso medio jr. e a vincere una cintura dei pesi massimi. Tuttavia egli decise di continuare la sua carriera nella categoria dei massimileggeri, rendendo vacante il titolo da poco conquistato e senza tentare difenderlo.

### La caduta dal trono

#### Jones contro Tarver I e II
Sceso nuovamente nei massimileggeri, l'8 novembre 2003, a Las Vegas, Roy Jones difese con successo i suoi vecchi titoli contro il Magic Man Antonio Tarver. In una sfida molto tattica, Tarver riuscì a tenere la distanza, perdendo ai punti dopo 12 round ma sfiorò una clamorosa vittoria e mise in evidenza i punti deboli dell'avversario. Questi segni di debolezza erano in parte dovuti al fatto che prima dell'incontro Jones aveva dovuto perdere ben 25 libbre per tornare alla categoria dei massimileggeri. Tuttavia il campione in carica riuscì a trionfare per Majority decision con i seguenti cartellini: 117-111,116-112 e 114-114. Poiché molti avevano pensato che Tarver avesse fatto abbastanza per meritare la vittoria, entrambi i campi dei pugili decisero di organizzare una rivincita.
Il rematch si svolse il 15 maggio 2004, nuovamente a Las Vegas, ma questa volta l'esito della contesa fu ben differente. Partito come grande favorito per la vittoria, Jones dovette cadere dinnanzi a un devastante pugno sferrato da Tarver nel 2º round e fu sconfitto clamorosamente per KO tecnico. Jones aveva vinto il 1º round, ma tentando di evitare i colpi dell'avversario non intravide un micidiale gancio sinistro di Tarver, che lo atterrò faccia in giù. Visibilmente stordito e senza forze, era riuscito a rialzarsi entro il conteggio di 10 ma l'arbitro Jay Nady decise che non era più in grado di continuare la sfida. Perse così i suoi titoli IBA/IBO/NBA/WBA/WBC/WBF.

#### Jones contro Johnson
Il 25 settembre 2004 Jones sfidò il giamaicano Glen Johnson per la cintura IBF dei massimileggeri a Memphis, Tennessee. Per la gara Johnson decise di attuare una strategia ingegnosa, pressando l'avversario e colpendolo con serie di colpi efficaci. Le prime riprese del match furono abbastanza attive, con entrambi i pugili che si scambiarono colpi a volontà. Nel 5º round Jones tentò di alzare il ritmo dei propri colpi ma Johnson non si lasciò intimorire e lo colpì a sua volta con varie combinazioni potenti. Alla 9ª ripresa Johnson mise a segno un micidiale destro che stese l'avversario al tappeto privo di sensi, per la sorpresa generale. Junior rimase a terra per ben 3 minuti, dopo essere stato contato fuori. Il giamaicano era in vantaggio su tutti e tre i cartellini dei giudici al momento del KO (77-75, 77-75, 78-74) e nel corso del match sferrò un totale di 118 pugni, contro i 75 di Jones. Nell'occasione quest'ultimo aveva anche pubblicizzato il suo nuovo CD, Body Head Bangerz: Volume One, che uscì il 1º novembre.

#### Jones contro Tarver III
Dopo la sconfitta subita, Jones si prese un periodo di pausa lavorando come analista per la HBO Boxing. Dopo nove mesi di inattività, decide di tornare sul ring il 1º ottobre 2005 per il terzo match contro il Magic Man Antonio Tarver. L'incontro, in PPV (Pay-per-view), si è svolto al St. Pete Times Forum di Tampa, Florida. Per la seconda volta in carriera Jones è partito come sfavorito. Tarver ha trionfato per decisione unanime (117-111, 116-112, 116-112) davanti a 20.000 spettatori. In un'intervista post-match Jones ha dichiarato di essere lo stesso uno dei migliori pugili del mondo e che l'incontro era solamente un riscaldamento per i match a venire.

#### Esonero come analista della HBO
Dopo la cocente sconfitta contro Antonio Tarver, Jones tornò a lavorare come analista per la HBO World Championship Boxing, commentando incontri come quello tra Floyd Mayweather Jr. e Sharmba Mitchell (19 novembre 2005) oppure l'attesa rivincita fra Jermain Taylor e Bernard Hopkins (3 dicembre 2005). Tuttavia questo ritorno come commentatore fu breve, poiché il pugile di Pensacola venne esonerato nel gennaio 2006. La HBO dichiarò più tardi che il motivo del licenziamento di Jones era dovuto alla sua mancanza di impegno nel partecipare alle riunioni di produzione della rete.

### Il ritorno

#### Ritorno alla vittoria
Il 23 dicembre 2005 venne annunciato che Jones avrebbe affrontato Bernard Hopkins l'11 marzo 2006, in un atteso rematch a molti anni di distanza dal loro primo scontro che aveva visto trionfare Roy. Tuttavia, a causa di motivi finanziari, il match venne annullato.
Jones affrontò invece Prince Badi Ajamu il 29 luglio 2006 al Qwest Arena di Boise, Idaho, sconfiggendolo ai punti dopo 12 riprese.
Questa fu la sua prima vittoria dopo le sconfitte subite contro Antonio Tarver e Glen Johnson. Il 14 luglio 2007, al Mississippi Coast Coliseum di Biloxi, Jones sfidò l'imbattuto Anthony Hanshaw per il fantomatico titolo IBC dei massimi leggeri. Hanshaw fu atterrato nell'11ª ripresa ma si rialzò e continuò a combattere sino alla fine dei 12 round. Alla fine dei conti fu Jones a trionfare, per decisione unanime. Con la vittoria conquistò così la cintura IBC della divisione.

#### Jones contro Trinidad

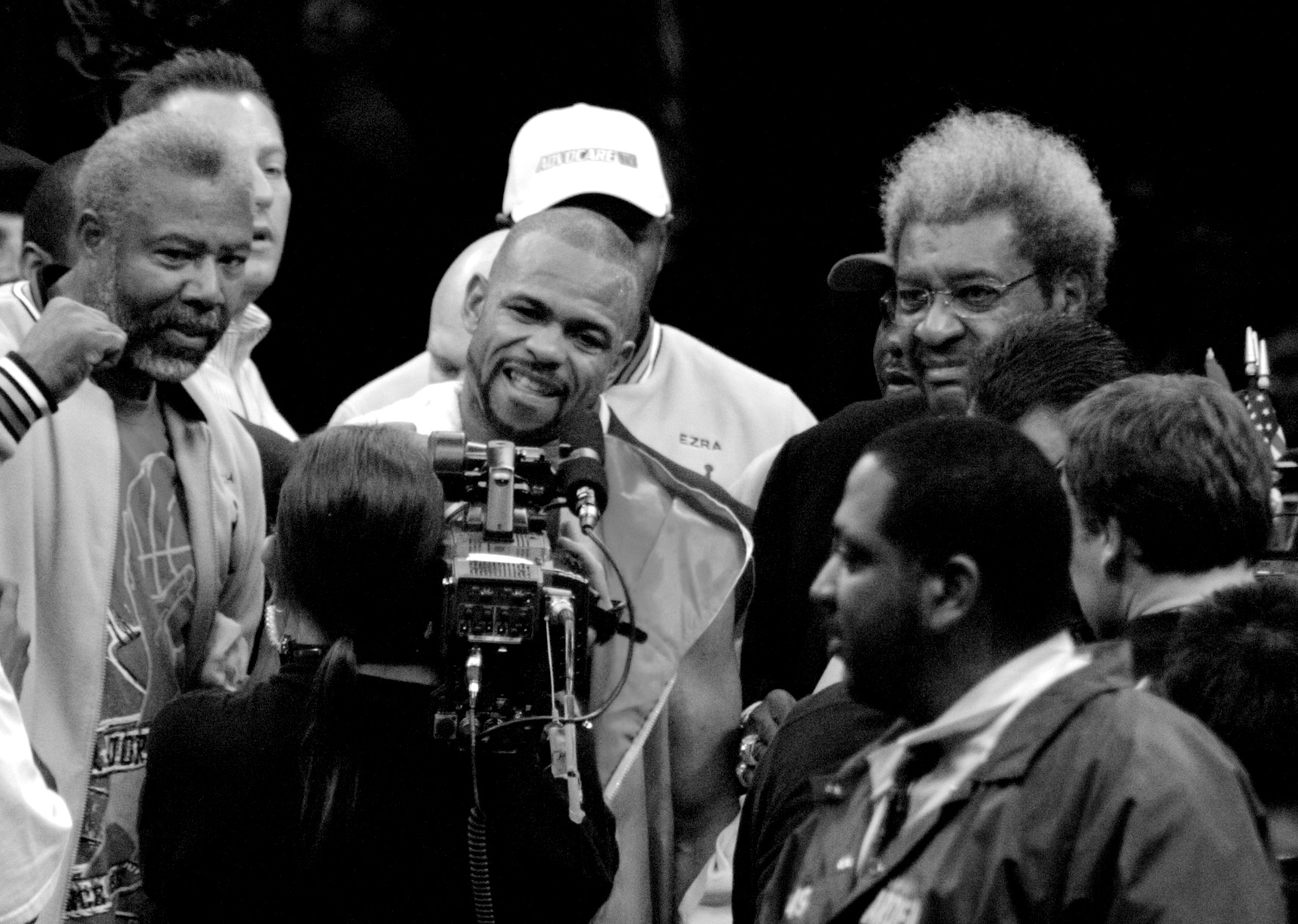
Jones posa con Don King dopo la vittoria su Félix Trinidad.

Il 19 gennaio 2008 Jones affronta il 5 volte campione del mondo Félix Trinidad al Madison Square Garden di New York. L'incontro viene fissato ad un peso massimo di 170 libbre (77 kg) , limite di poco superiore alla categoria dei supermedi. Teletrasmesso dalla HBO i due ex pluricampioni mondiali hanno dato vita ad un incontro tutto sommato piacevole, nel quale Jones, in vantaggio sia sul piano fisico che atletico, riesce ad atterrare il pugile portoricano al 7º round con un potente destro. Una combinazione micidiale di pugni da parte di Jones alla 10ª ripresa fa crollare nuovamente al tappeto Trinidad. L'incontro termina ai punti ed è lo statunitense a prevalere per decisione unanime, con i seguenti cartellini: 116-109, 116-110 e nuovamente 116-110.

#### La supersfida: Jones contro Calzaghe
Dopo la controversa vittoria dell'imbattuto Joe Calzaghe su Bernard Hopkins e quella di Roy su Tito Trinidad, l'8 luglio 2008 il campo di Jones e quello del pugile italo-gallese annunciarono un match tra i due. Lo scontro tra i due noti campioni si è svolto l'8 novembre 2008 al Madison Square Garden di New York. L'incontro era valido per il titolo The Ring dei massimileggeri, in possesso del Drago italiano. Questo fu anche l'ultimo match di Calzaghe, poiché quest'ultimo ha annunciato il suo ritiro il 5 febbraio 2009.
Jones non vinceva convincendo i suoi tifosi dal 2003, quando aveva conquistato la cintura dei massimi ai danni di John Ruiz. Inoltre, la percezione che aveva la gente su di lui dopo il ritorno ai massimileggeri non era più la stessa e le persone non lo consideravano più il Roy Jones degli anni d'oro. Lo scontro fu inizialmente organizzato per il 20 settembre 2008, ma dopo un infortunio al polso subito da Calzaghe durante gli allenamenti venne posticipato all'8 novembre. L'incontro attirò anche l'interesse di una folta schiera di media.
Calzaghe subì un knock-down lampo durante la prima ripresa. Tuttavia i replay evidenziarono in seguito che il knock-down non era dovuto ad un pugno vero e proprio, ma più che altro ad un colpo d'avambraccio dello statunitense. La seconda ripresa fu difficile per Calzaghe, anche perché aveva iniziato a perdere sangue dal naso. Nonostante ciò si è ricomposto, imponendosi sull'avversario nella 3ª ripresa. Da questo punto in poi il gallese dominò totalmente il match e ciò mise in evidenza l'ormai evidente declino dello statunitense, il quale pareva aver perso la velocità e i colpi micidiali che lo avevano reso famoso un decennio prima. Nel 7º round Calzaghe aprì una ferita sopra l'occhio sinistro di Jones. Nelle riprese successive il gallese proseguì l'assalto nell'area danneggiata e Jones ebbe molte difficoltà nel porre resistenza ai pugni dell'avversario. Alla fine del round un medico esaminò la ferita di Jones e diede il proprio consenso a proseguire la gara. Tuttavia Calzaghe stava già dominando il match, a parte qualche lieve attacco di Jones. Il match continuò su queste note e alla fine Calzaghe ottenne una schiacciante vittoria per decisione unanime. Tutti e tre i cartellini diedero l'incontro a suo favore, 118-109.

#### Il KO dopo 6 anni di digiuno
Il 21 marzo 2009 Jones affrontò e sconfisse Omar Sheika, vincendo la gara tramite KO alla 5ª ripresa. Si trattava della sua prima vittoria per KO in 7 anni di digiuno, dopo il successo con Clinton Woods nel 2002. Sheika aveva vinto 27 dei 35 incontri disputati e aveva anche sconfitto Glen Johnson, l'uomo che aveva messo KO Jones nel 2004.

### La risalita verso il titolo mondiale

#### Jones contro Lacy

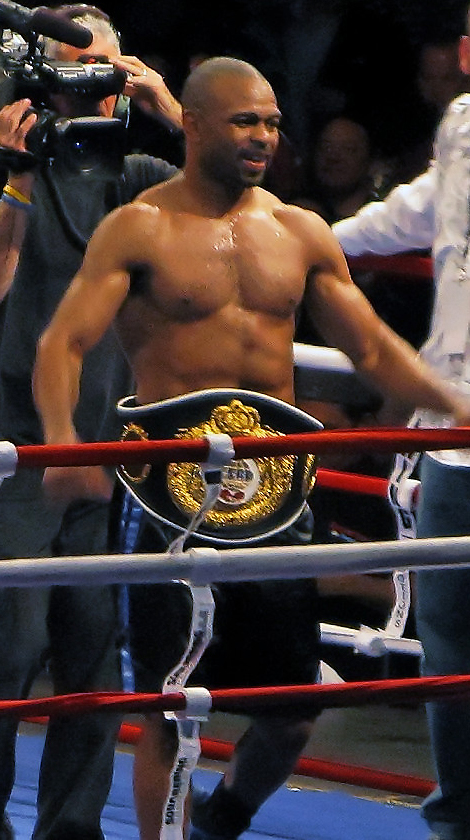
Roy Jones Jr. nel 2009, con la cintura WBO NABO dei pesi massimileggeri

Roy Jones ha affrontato il campione dei medi Jeff Lacy il 15 agosto 2009 a Biloxi, per la corona NABO dei massimileggeri. A 40 anni d'età, Jones dimostrò  di essere ancora in buona forma fisica, riuscendo a sconfiggere l'avversario in 10 riprese e riconfermandosi campione della federazione nordamericana. Alla fine del 10 round, l'angolo di Jeff Lacy ha deciso di gettare la spugna, dopo che Jones aveva dominato tutto l'incontro. Prima del match Lacy non era mai stato atterrato e aveva sempre perso ai punti.
Pare anche che il campione della UFC Anderson Silva lo volesse sfidare in un match di boxe, al termine del suo contratto con la promozione di arti marziali miste. Tuttavia non venne organizzato nulla.

#### Jones contro Green
Nel settembre 2009 Bernard Hopkins e Junior si accordarono per un incontro di rivincita tra Jone e Green da effettuare nel 2010, in caso di vittoria del campione di Pensacola contro Danny Green.
Jones (54-6-0; 40 KO) ha sfidato l'australiano Danny Green (28-3-0; 25 ko) in Australia il 2 dicembre 2009. L'incontro, svoltosi all'Acer Arena di Sydney, vede la sesta sconfitta di Jones per KO tecnico alla 1ª ripresa. Dopo una breve fase di studio da parte di entrambi, Jones cade sul tappeto colpito da due sinistri culminati in un gancio destro alla tempia. Jones si rialza, ma in un evidente stato di stordimento subisce quasi subito una nuova serie di colpi da parte dell'avversario. L'arbitro ferma l'incontro a 2'02" dal suono della prima campanella, evitandogli una punizione eccessiva. Dopo l'incontro Jones ha espresso il desiderio di ritirarsi dalla boxe, ma è poco dopo tornato sui suoi passi.

### Il nuovo decennio

#### La rivincita con Bernard Hopkins
Il 3 aprile 2010 Jones ha affrontato "l'acerrimo" nemico Bernard Hopkins, a 17 anni di distanza dal loro primo incontro. L'incontro, scorretto dal punto di vista professionale e privo di momenti particolarmente emozionanti, è terminato con la sconfitta, la seconda consecutiva, da parte del pugile di Pensacola.

#### Jones contro Lebedev
Il 21 maggio 2011 affronta il giovane russo Denis Lebedev, a Mosca. Jones si presenta sul ring con un peso di 90 kg e nonostante questo ha un buon inizio match. A pochi secondi dal termine del 10º e ultimo round, però, subisce una serie di pugni da parte del russo che lo mandano KO al suolo per qualche minuto, rimediando la terza sconfitta consecutiva.

#### Nuovi successi e primo match in Europa
Jones torna alla vittoria il 10 dicembre 2011 ad Atlanta, in Georgia. In un incontro a senso unico contro Max Alexander, Jones vince in 10 round per decisione unanime, conquistando la cintura Intercontinental UBO dei pesi massimi leggeri.
Jones avrebbe dovuto affrontare Dawid Kostecki in un incontro da 10 round in Polonia, il 30 giugno 2012. Giorni prima del match, Kostecki però viene arrestato per sfruttamento della prostituzione. Viene sostituito da Paweł Głażewski, un giovane ed inesperto campione cruiser che mette in seria difficoltà Jones durante il match soprattutto al 6º round. I giudici però danno la vittoria finale a Jones per Split Decision (96-93, 96-94 per Jones e 95-94 per Glazewski), un verdetto fischiato lungamente dal pubblico.

#### Il titolo WBU e le difese
Dopo la vittoria sul polacco Paweł Głażewski, Jones ha iniziato con più frequenza a disputare incontri al di fuori degli Stati Uniti. Il 21 dicembre 2013 è salito nel ring per affrontare il franco-algerino Zine Eddine Benmakhlouf, con in palio il titolo vacante WBU dei pesi massimi leggeri. Nel corso dell'incontro Jones è riuscito a mandare al tappeto il nemico, non riuscendo però a sferrare un KO definitivo e vincendo la sfida per decisione unanime dopo 12 round.
Il 26 luglio 2014, all'età di 45 anni, Roy Jones ha affrontato l'inglese Courtney Fry nella sua prima difesa del titolo WBU. L'incontro, privo di momenti particolarmente accesi, si è ravvivato nel quinto round dopo un gancio sinistro di Jones che ha fatto crollare Fry, il quale è riuscito ad alzarsi e a terminare la ripresa. Alla fine del round, tuttavia, l'angolo dell'inglese ha deciso di terminare l'incontro, dando a Jones la vittoria per ritiro.
Il 26 settembre 2014, esattamente due mesi dopo, Jones è tornato nel ring per affrontare Hany Atiyo, pugile egiziano di 14 anni più giovane, con in palio la cintura WBU. Lo statunitense, subito alla prima ripresa, è riuscito a penetrare la difesa del campione con un preciso gancio al corpo facendo crollare al tappeto Atiyo, il quale non è riuscito ad alzarsi prima del "dieci" dell'arbitro.
A sei mesi di distanza, il 6 marzo 2015 Jones affronta il connazionale Willie Williams, pugile poco quotato. Jones sconfigge l'avversario per KO tecnico alla seconda ripresa dopo averlo scosso con un gancio sinistro seguito da una rapida combinazione di colpi al volto e al corpo. Per la terza difesa del titolo WBU, dopo solamente tre settimane, Jones torna sul ring il 28 marzo contro un altro connazionale, Paul Vasquez, al Pensacola Bay Center, nella sua città natale. Nonostante l'età avanzata, al termine della prima ripresa Jones mette in mostra una raffica di colpi veloci, il proprio marchio di fabbrica, riuscendo a far crollare l'avversario al tappeto e vincendo l'incontro per KO tecnico.
Il ritorno sul ring contro Mike Tyson
Il 28 novembre 2020 torna sul ring per un'esibizione in otto round contro l'icona della boxe mondiale Mike Tyson. Il match, che era inizialmente previsto per il 12 settembre, è terminato con un verdetto di parità.

## Analisi di Roy Jones Jr.

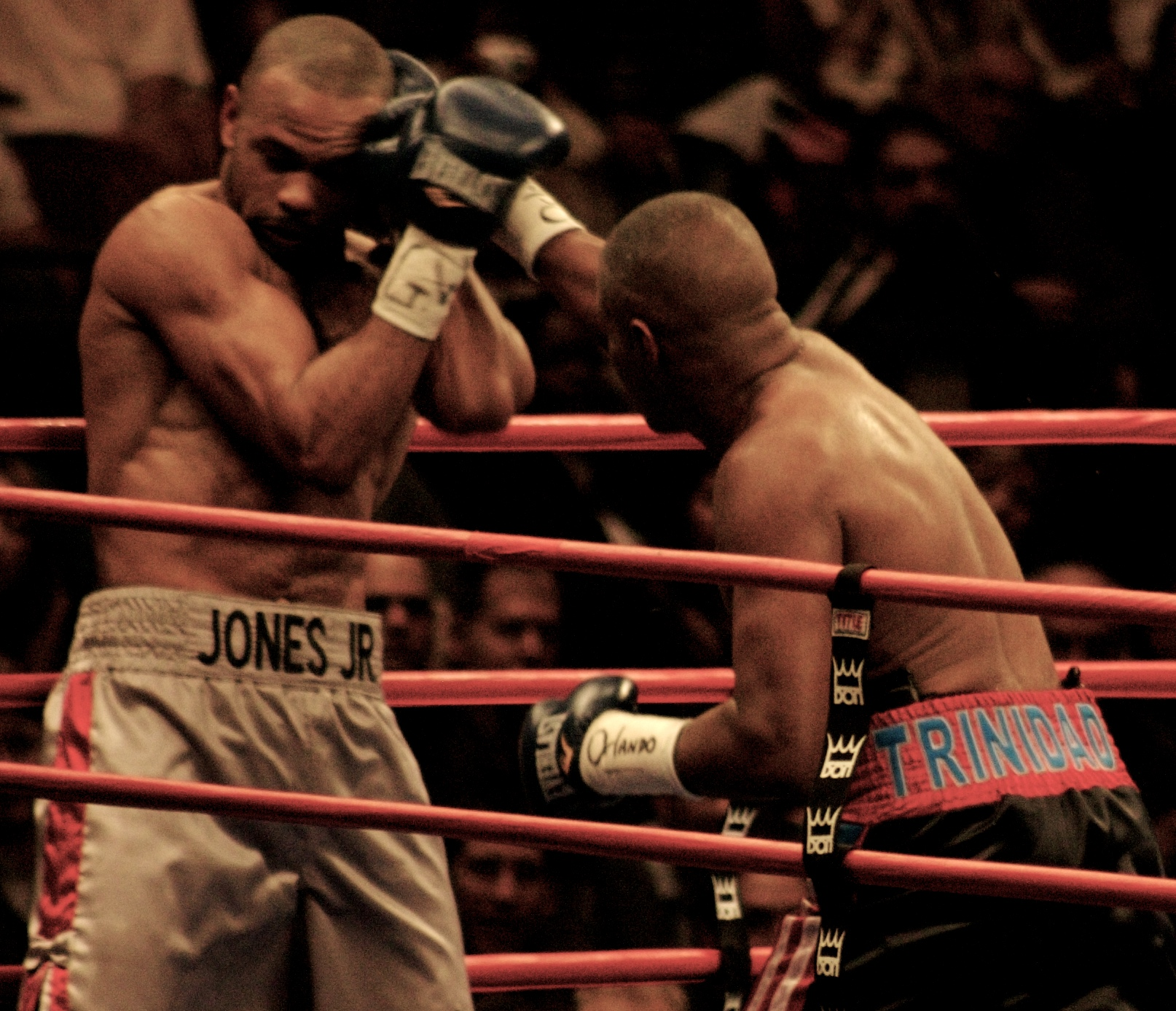
Roy Jones affronta Tito Trinidad.

Soprannominato Junior e protagonista di una lunghissima carriera, Jones è considerato uno dei pugili più forti della sua generazione, forse il migliore degli anni novanta. Come professionista ha disputato 75 incontri, vincendone 66 e perdendone 9.
Il passaggio ai pesi massimi, con successivo ritorno ai massimileggeri, è stato sicuramente un fattore importante della sua carriera. Dal 2003 la velocità di Jones è cominciata a diminuire, probabilmente a causa dell'avanzare dell'età, e nonostante le vittorie successive, che parevano averlo riportato agli antichi fasti, lo statunitense è tornato al KO solo nel 2009, a distanza di 7 anni dall'ultimo. Un segnale dell'evidente declino di Jones è stata la netta sconfitta per decisione unanime contro Joe Calzaghe, dove lo statunitense ha esibito una prestazione deludente rispetto alle aspettative. È da sottolineare anche la sua sconfitta lampo al 1º round contro l'australiano Danny Green.
È da notare che prima del secondo match contro Antonio Tarver non aveva mai perso per KO o ai punti, in 50 incontri disputati. È opinione comunque che il miglior Roy Jones Jr. sia quello che si è espresso nel periodo da massimoleggero, attorno a metà anni '90.
Nel picco della sua carriera era un pugile assai difficile da centrare, dotato di rapidità e grande esplosività. Abile con entrambe le mani (anche se predilige l'utilizzo del sinistro, risultato letale per molti avversari), era capace di sferrare colpi potenti ed incisivi. A queste caratteristiche egli univa un buon allungo e ottimi riflessi, nonché un notevole gioco di gambe. Era nota anche la sua tendenza nello schernire l'avversario con danze, gesti e vari movimenti a match in corso. Famose anche le sue finte, che ingannavano gli avversari, e il movimento rotatorio della sua spalla, che precedeva quasi sempre ad un probabile colpo da KO.

## Record professionale
| Ris.  | Avversario              | Tipo                  | Rnd. Tempo    | Data       | Luogo                      |
| ----- | ----------------------- | --------------------- | ------------- | ---------- | -------------------------- |
| Vinto | Paul Vasquez            | KOT                   | 1 (10), 3:00  | 28-03-2015 | Pensacola, Florida         |
| Vinto | Willie Williams         | KOT                   | 2 (10), 2:38  | 06-03-2015 | Concord, Carolina del Nord |
| Vinto | Hany Atiyo              | KO                    | 1 (12), 1:15  | 26-09-2014 | Krasnodar, Russia          |
| Vinto | Courtney Fry            | KOT                   | 5 (12), 3:00  | 26-07-2014 | Riga, Lettonia             |
| Vinto | Zine Eddine Benmakhlouf | Decisione (unan.)     | 12            | 21-12-2013 | Mosca, Russia              |
| Vinto | Paweł Głażewski         | Decisione (non unan.) | 10            | 30-06-2012 | Łódź, Polonia              |
| Vinto | Max Alexander           | Decisione (unan.)     | 10            | 10-12-2011 | Atlanta, Georgia           |
| Perso | Denis Lebedev           | KO                    | 10 (10), 2:58 | 21-05-2011 | Mosca, Russia              |
| Perso | Bernard Hopkins         | Decisione (unan.)     | 12            | 03-04-2010 | Las Vegas, Nevada          |
| Perso | Danny Green             | KOT                   | 1 (12), 2:02  | 02-12-2009 | Sydney, Australia          |
| Vinto | Jeff Lacy               | KOT                   | 10 (12), 3:00 | 15-08-2009 | Biloxi, Mississippi        |
| Vinto | Omar Sheika             | KOT                   | 5 (12), 1:45  | 21-03-2009 | Pensacola, Florida         |
| Perso | Joe Calzaghe            | Decisione (unan.)     | 12            | 08-11-2008 | New York City              |
| Vinto | Félix Trinidad          | Decisione (unan.)     | 12            | 19-01-2008 | New York City              |
| Vinto | Anthony Hanshaw         | Decisione (unan.)     | 12            | 14-07-2007 | Biloxi, Mississippi        |
| Vinto | Prince Badi Ajamu       | Decisione (unan.)     | 12            | 29-07-2006 | Boise, Idaho               |
| Perso | Antonio Tarver          | Decisione (unan.)     | 12            | 01-10-2005 | Tampa, Florida             |
| Perso | Glen Johnson            | KO                    | 9 (12), 0:48  | 25-09-2004 | Memphis, Tennessee         |
| Perso | Antonio Tarver          | KO                    | 2 (12), 1:41  | 15-05-2004 | Las Vegas, Nevada          |
| Vinto | Antonio Tarver          | Decisione (maj.)      | 12            | 08-11-2003 | Las Vegas, Nevada          |
| Vinto | John Ruiz               | Decisione (unan.)     | 12            | 01-03-2003 | Las Vegas, Nevada          |
| Vinto | Clinton Woods           | KOT                   | 6 (12), 1:29  | 07-09-2002 | Portland, Oregon           |
| Vinto | Glen Kelly              | KO                    | 12            | 02-02-2002 | Miami, Florida             |
| Vinto | Julio César González    | Decisione (unan.)     | 12            | 28-07-2001 | Los Angeles, California    |
| Vinto | Derrick Harmon          | KOT                   | 11 (12), 0:00 | 24-02-2001 | Tampa, Florida             |
| Vinto | Eric Harding            | KOT                   | 10 (12), 3:00 | 09-09-2000 | New Orleans, Louisiana     |
| Vinto | Richard Hall            | KOT                   | 11 (12), 1:41 | 13-05-2000 | Indianapolis, Indiana      |
| Vinto | David Telesco           | Decisione (unan.)     | 12            | 15-01-2000 | New York City              |
| Vinto | Reggie Johnson          | Decisione (unan.)     | 12            | 05-06-1999 | Biloxi, Mississippi        |
| Vinto | Richard Frazier         | KOT                   | 2 (12), 2:59  | 09-01-1999 | Pensacola, Florida         |
| Vinto | Otis Grant              | KOT                   | 10 (12), 1:18 | 14-11-1998 | Mashantucket, Connecticut  |
| Vinto | Lou Del Valle           | Decisione (unan.)     | 12            | 18-07-1998 | New York City              |
| Vinto | Virgil Hill             | KO                    | 4 (12), 1:10  | 25-04-1998 | Biloxi, Mississippi        |
| Vinto | Montell Griffin         | KO                    | 1 (12), 2:31  | 07-08-1997 | Mashantucket, Connecticut  |
| Perso | Montell Griffin         | Squalifica            | 9 (12), 2:27  | 21-03-1996 | Atlantic City, New Jersey  |
| Vinto | Mike McCallum           | Decisione (unan.)     | 12            | 22-11-1996 | Tampa, Florida             |
| Vinto | Bryant Brannon          | KOT                   | 2 (12), 2:23  | 04-10-1996 | New York City              |
| Vinto | Eric Lucas              | KOT                   | 12 (12), 0:00 | 15-06-1996 | Jacksonville, Florida      |
| Vinto | Merqui Sosa             | KOT                   | 2 (12), 2:36  | 12-01-1996 | New York                   |
| Vinto | Tony Thornton           | KOT                   | 3 (12), 0:45  | 30-09-1995 | Pensacola, Florida         |
| Vinto | Vinny Pazienza          | KOT                   | 6 (12), 2:58  | 24-06-1995 | Atlantic City, New Jersey  |
| Vinto | Antoine Byrd            | KOT                   | 1 (12), 2:06  | 18-03-1995 | Pensacola, Florida         |
| Vinto | James Toney             | Decisione (unan.)     | 12            | 18-11-1994 | Las Vegas, Nevada          |
| Vinto | Thomas Tate             | KOT                   | 2 (12), 0:30  | 27-05-1994 | Las Vegas, Nevada          |
| Vinto | Danny Garcia            | KO                    | 6 (10), 2:59  | 22-03-1994 | Pensacola, Florida         |
| Vinto | Fermin Chirino          | Decisione (unan.)     | 10            | 30-11-1993 | Pensacola, Florida         |
| Vinto | Thulani Malinga         | KO                    | 6 (10), 1:57  | 14-08-1993 | Bay St. Louis, Mississippi |
| Vinto | Bernard Hopkins         | Decisione (unan.)     | 12            | 22-05-1993 | Washington                 |
| Vinto | Glenn Wolfe             | KOT                   | 1 (10), 2:23  | 13-02-1993 | Las Vegas, Nevada          |
| Vinto | Percy Harris            | KOT                   | 4 (12), 3:00  | 05-12-1992 | Atlantic City, New Jersey  |
| Vinto | Glenn Thomas            | KOT                   | 8 (10), 3:00  | 18-08-1992 | Pensacola, FL              |
| Vinto | Jorge Castro            | Decisione (unan.)     | 10            | 30-06-1992 | Pensacola, Florida         |
| Vinto | Art Serwano             | KO                    | 1 (10), 1:40  | 03-04-1992 | Reno, Nevada               |
| Vinto | Jorge Vaca              | KOT                   | 1 (10), 1:45  | 10-01-1992 | New York City              |
| Vinto | Lester Yarbrough        | KO                    | 9             | 31-08-1991 | Pensacola, Florida         |
| Vinto | Kevin Daigle            | KOT                   | 2             | 03-08-1991 | Pensacola, Florida         |
| Vinto | Eddie Evans             | KOT                   | 3             | 13-04-1991 | Pensacola, Florida         |
| Vinto | Ricky Stackhouse        | KO                    | 1 (10), 0:46  | 31-01-1991 | Pensacola, Florida         |
| Vinto | Reggie Miller           | KOT                   | 5             | 08-11-1990 | Pensacola, Florida         |
| Vinto | Rollin Williams         | KO                    | 4, 2:56       | 25-09-1990 | Pensacola, Florida         |
| Vinto | Tony Waddles            | KO                    | 1, 2:02       | 14-07-1990 | Pensacola, Florida         |
| Vinto | Ron Johnson             | KO                    | 2 (10), 2:28  | 11-05-1990 | Pensacola, Florida         |
| Vinto | Knox Brown              | KOT                   | 3 (10), 2:20  | 28-03-1990 | Pensacola, Florida         |
| Vinto | Billy Mitchem           | KOT                   | 2 (8), 2:57   | 28-02-1990 | Pensacola, Florida         |
| Vinto | Joe Edens               | KO                    | 2 (8)         | 08-01-1990 | Mobile, Alabama            |
| Vinto | David McCluskey         | KOT                   | 3 (8), 2:00   | 30-11-1989 | Pensacola, FL              |
| Vinto | Ron Amundsen            | KOT                   | 7 (8)         | 03-09-1989 | Pensacola, Florida         |
| Vinto | Stephan Johnson         | KOT                   | 8 (8), 2:04   | 11-06-1989 | Atlantic City, New Jersey  |
| Vinto | Ricky Randall           | KOT                   | 2 (8), 2:46   | 06-05-1989 | Pensacola, Florida         |

## Carriera di cantante
Dal 2001 Jones ha intrapreso, parallelamente a quella di pugile e attore, anche la carriera di rapper. Il suo singolo di debutto è stato "You all Must've Forgot", tratto dal suo primo disco, Round One: The Album. Finora ha pubblicato due album studio.
Nel 2004 ha anche formato il suo gruppo, i Body Head Bangerz, con gli amici Magic e Choppa. Il loro primo album, Body Head Bangerz: Volume One, è uscito nel 2004 e include la partecipazione di molti artisti, tra i quali B.G., Juvenile, Bun B dei UGK, Petey Pablo, Lil' Flip e Mike Jones.

### Album

#### Album studio
- 2002: Round One: The Album
- 2004: Body Head Bangerz: Volume One

### Singoli
- 2001: "Y'all Must've Forgot"
- 2001: "And Still"
- 2009: "Battle of the super powers"
- 2014: "F*ck my hole"

### Collaborazioni
- 2004: "I Smoke, I Drank" (Body Head Bangerz featuring YoungBloodZ)
- 2004: "Can't Be Touched" (Body Head Bangerz featuring Trouble Tha Truth)

## Filmografia

### Cinema
- L'avvocato del diavolo (The Devil's Advocate), regia di Taylor Hackford (1997) - non accreditato
- New Jersey Turnpikes, regia di Bryan Buckley (1999)
- Matrix Reloaded (The Matrix Reloaded), regia di Lana Wachowski e Lilly Wachowski  (2003)
- Enter the Matrix, regia di Lana Wachowski e Lilly Wachowski (2003) - voce
- Roy Jones Junior: The Return of a Champion, regia di Ron Sperling (2007)
- The Fighter, regia di David O. Russell (2010)
- Vi presento i nostri (Little Fockers), regia di Paul Weitz (2010)
- Universal Soldier - Il giorno del giudizio (Universal Soldier: Day of Reckoning), regia di John Hyams (2012)
- Il grande match (Grudge Match), regia di Peter Segal (2013)
- Southpaw - L'ultima sfida (Southpaw), regia di Antoine Fuqua (2015)
- Creed II, regia di Steven Caple Jr. (2018)

### Televisione
- Blaq Gold, regia di Marcello Nine (2015)

### Serie TV
- Sposati... con figli (Married with Children) – serie TV, episodio 10x26 (1996)
- Sentinel (The Sentinel) – serie TV, episodio 3x16 (1998)
- The Wayans Bros. – serie TV, episodio 5x22 (1999)
- Arli$$ – serie TV, episodi 5x1-7x10 (2000-2002)
- The Game 365 – serie TV, 1 episodio (2007)